# Dorstenia acangatara
Dorstenia acangatara är en mullbärsväxtart som beskrevs av M.D.M.Vianna, Al.Santos, A.F.P.Machado, Mansano och Romaniuc. Dorstenia acangatara ingår i släktet Dorstenia och familjen mullbärsväxter. Inga underarter finns listade i Catalogue of Life.